# Volcán Viejo
Volcán Viejo är ett berg i Costa Rica.   Det ligger i provinsen Alajuela, i den centrala delen av landet, 50 km nordväst om huvudstaden San José. Toppen på Volcán Viejo är 2 101 meter över havet.
Terrängen runt Volcán Viejo är bergig norrut, men söderut är den kuperad. Runt Volcán Viejo är det tätbefolkat, med 476 invånare per kvadratkilometer. Närmaste större samhälle är Río Segundo, 5,8 km öster om Volcán Viejo. I omgivningarna runt Volcán Viejo växer i huvudsak städsegrön lövskog.